# حادثة إطلاق النار في تل أبيب يونيو 2016
حادثة إطلاق النار في تل أبيب يونيو 2016 هي حادثة إطلاق نار نفذها شابين فلسطينيين في 8 يونيو 2016 في تل أبيب في إسرائيل، حيث قاما بفتح النار داخل أحد المقاهي، مما أدى إلى مقتل أربعة إسرائيليين وإصابة سبعة آخرين، وتم القبض على الشابين الفلسطينيين من قبل قوات الأمن، ووفق لائحة الاتهام المقدمة من قبل مكتب المدعي العام في تل أبيب أن الشابين ينتميان لتنظيم الدولة الاسلامية.

## خلفية

### المُنفِّذون
المُنفِّذون هما الشابان خالد محمد موسى مخامرة، ومحمد أحمد موسى مخامرة، أبناء عمومة ينتمون إلى عائلة مخامرة من بلدة يطا في مدينة الخليل في الضفة الغربية، كلاهما يبلغ من العمر 21 عامًا، وتم القبض عليهما من قبل الشرطة الإسرائيلية عقب الهجوم، وخضعا للتحقيق من قبل الشاباك الإسرائيلي، وقال الشاباك أنهما تأثرا بالإصدارات الإعلامية لتنظيم الدولة الإسلامية. وقد ساعدهما في التخطيط للهجوم وتأمين الأسلحة صديق لهما من يطا هو عياش موسى زين، كما ساعدهما في التسلل إلى داخل إسرائيل شاب آخر اسمه سالم (23 سنة، من يطا).
خالد مخامرة هو عضو في حركة حماس، وكان يدرس في جامعة مؤتة، وقال أقرانه أنه يدرس الهندسة الكهربائية، وأنه من أسرة مرتبطة بحركة فتح، وقالت حركة حماس أنهما كانا من أعضائها، وكان أحد أعمامهما طلبة مخامرة عضوًا مقاتلًا في التنظيم التابع لحركة فتح، وقد شارك في هجوم في جنوب الخليل في عام 2002 الذي قُتِل فيه أربعة إسرائيليين. وطلبة من الأسرى لدى إسرائيل حاليًا، وهُدِم بيته بعد إلقاء القبض عليه.

### التخطيط للهجوم
قضى محمد مخامرة فترة طويلة يدرس في الأردن في 2015، وبعدما عاد من الأردن قرر تنفيذ الهجوم في يناير 2016.
طلب محمد وخالد من صديقهما عياش موسى زين المشاركة في الهجوم، وقام الثلاثة بجمع المعلومات حول الجداول الزمنية لرحلات القطارات ومداخل ومخارج البوابات وأعداد الركاب، وقاموا بشراء السكاكين وسم الفئران لطلاء السكاكين به، كما اشتروا الساعات والحقائب والأحذية والنظارات، وأعدوا رشاش مصنوع محليًا من نوع «كارل غوستاف» لتنفيذ الهجوم. وحينما خرجوا لم يخرج معهما عياش لأنه كان عليه بعض الديون، والتي يُحاسب عليها المرء إن مات حتى تُسدَد حتى وإن كان شهيد حسب الشريعة الإسلامية.
بعد خروجهما أُبلِغت السلطات الفلسطينية أنهما مفقودان، وهذا لا يثير الريبة حيث أن هذه الإخطارات ترد كل يوم، ويوم الهجوم، دخلا إسرائيل خلال حاجز في الضفة الغربية ومنطقة بيت يتير جنوب يطا، حيث ساعدهما شاب يُدعى سالم في التسلل إلى إسرائيل، ثم بقيا في شقة في شقيب السلام، ومن هناك سافرا إلى بئر السبع على خط الحافلات رقم 53. وبعد ساعات قليلة من إجراء التحضيرات النهائية الهجوم، وهما في طريقهما إلى محطة القطار؛ قررا إلغاء هذه الخطة بسبب عمليات التفتيش الأمنية التي تجرى في مدخل محطة القطارات، فاستقلا سيارة أجرة ووصلا إلى «محطة سكة حديد هشالوم»، وسألا الناس أين يجدا أحد المطاعم أو المقاهي الشعبية، فوصلا إلى مطعم الحلويات «ماكس برينر».

## الهجوم

### الأحداث
في الساعة 21:04 (+3 بتوقيت غرينتش) في 8 يونيو 2016، كان الشابان في مقهى «ماكس برينر» بالقرب من شارع هئربعا في تل أبيب، ثم جلسا وطلبا بعض الحلويات، وفي الساعة 21:27 قاما بإطلاق النار ثم هربا من الموقع. أُصيب 11 شخصًا، أربعة بجراح بالغة ماتوا في وقت لاحق، واثنان آخران في حالة خطرة، واثنان بحالة متوسطة، إضافة إلى 14 شخصًا يعانون من إضرابات نفسية بسبب الحادث تلقوا العناية الطبية في موقع الحادث وفي المستشفيات. لم يكن لدى الشابين خطة للهروب حيث قالا بعد القبض عليهما أنهما «كانا يثقان في الله». افي 21:40، أصيب أحد الشابين بعد تبادل لإطلاق النار مع الحرس المدني لمبنى صوت إسرائيل وتم نقله إلى مستشفى ايخيلوف في حالة خطيرة. وركض الشاب الآخر في شارع قريب بالقرب من سينماتك تل-أبيب، ولكن شك فيه شرطى إسرائيلي وتم القبض عليه.

## ردود الفعل

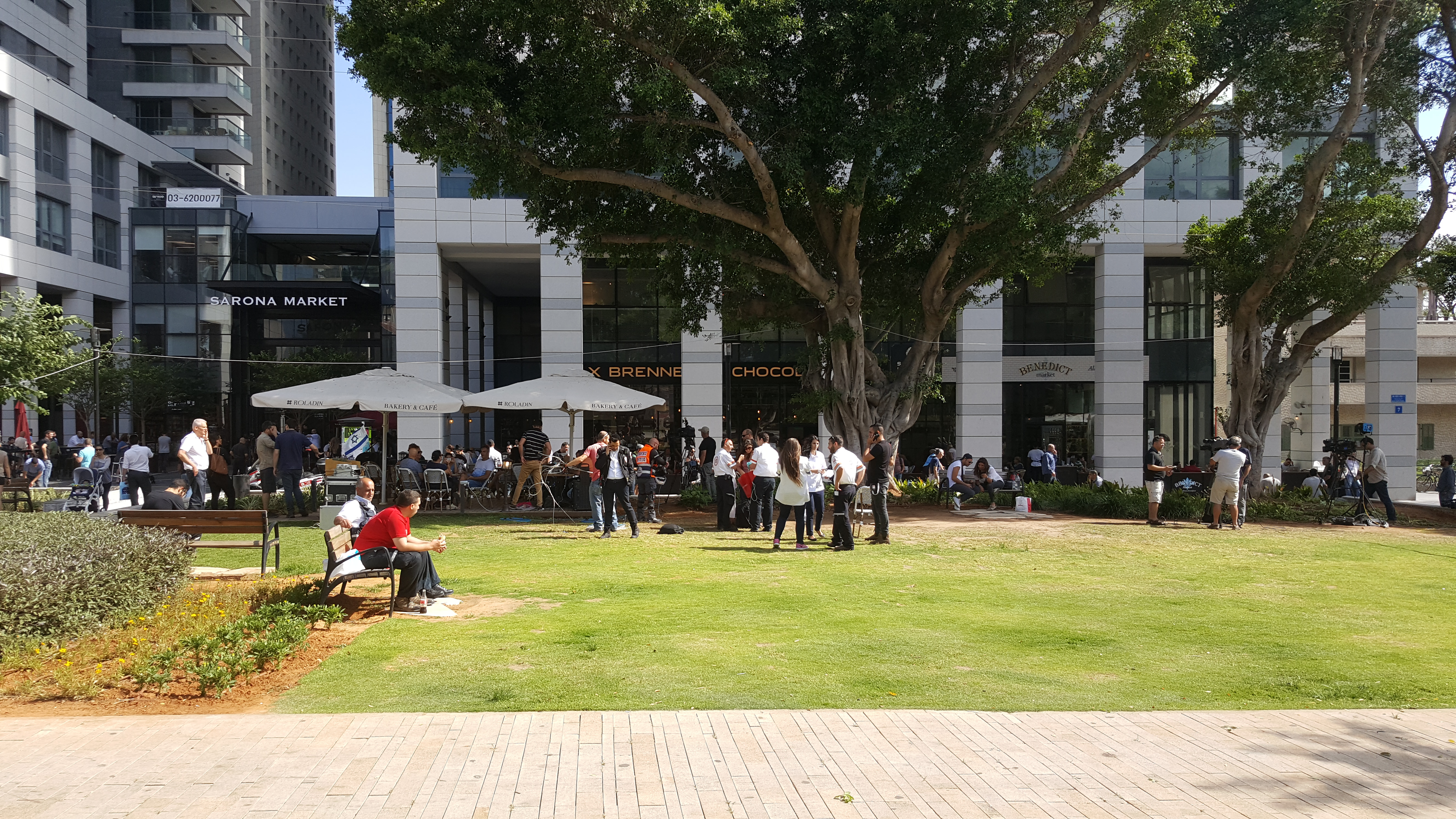
مجموعة من الصحفيين خارج مطعم "ماكس برينر" بعد إطلاق النار في يونيو 2016

### إسرائيل
- زار كلا من رئيس الوزراء الإسرائيلي بنيامين نتنياهو، ووزير الدفاع أفيغدور ليبرمان، ووزير الأمن العام جلعاد اردان موقع الهجوم، وتعهد نتنياهو بالرد.[20][21]

### الفلسطينيون
- قال مكتب رئيس السلطة الفلسطينية محمود عباس أنه يدين كل العمليات التي تستهدف المدنيين.[22]
- صرحت حركة فتح أن حادثة إطلاق النار هي رد فعل فردي وطبيعي علي سياسة العنف الإسرائيلية.[23]
- قال مسئول في حركة الجهاد الإسلامي في فلسطين أن الهجمات كشفت هشاشة نظام الأمن الإسرائيلي، وأنها ردود فعل طبيعية على جرائم الاحتلال.[24]
- باركت حركة حماس الهجوم، ودعت إلى هجمات مماثلة خلال شهر رمضان.[25] وأُطلفَت الألعاب النارية في غزة، واحتفل الناس في الشوارع فرحًا بالهجوم.[26]

## علاقة الهجوم بتنظيم الدولة الإسلامية
قال الشاباك الإسرائيلي أن الهجوم الذي نفذه الشابين كان مستوحى من تنظيم الدولة الإسلامية. وأكدت ذلك الأجهزة الأمنية الفلسطينية في ليلة الهجوم.
على الرغم من أنهما لم ينضما بشكل مباشر إلى تنظيم الدولة الإسلامية، إلا أن أحد الشابين أعلن تأييده للتنظيم أثناء دراسته في الأردن، كما أنهما قاما بتصوير أنفسهما مع راية العقاب قبل تنفيذ الهجوم.